# Phare de Crooked River
Le phare de Crooked River (en anglais : Crooked River Light), aussi appelé phare de Carrabelle, est un phare situé à Carrabelle qui a remplacé celui de l'île Dog détruit en 1875 par un ouragan, dans le comté de Franklin, dans la région de Big Bend en Floride.
Il est inscrit au Registre national des lieux historiques depuis le 1er décembre 1978 sous le n° 78000941.

## Histoire
Le phare de Crooked River, construit en 1895, a remplacé trois phares de l'île Dog, détruits au fil des ans par les tempêtes. Le terrain du phare comprenait à l'origine une maison pour le gardien et le gardien adjoint, ainsi que plusieurs dépendances. Au début, le phare était peint en brun métallique, puis la moitié inférieure en blanc et enfin la marque de jour actuelle de la moitié supérieure rouge et de la moitié inférieure blanche a été choisie.
Après avoir été électrifié en 1933, le phare a été automatisé et sans personnel en 1952. En 1964, les deux maisons et toutes leurs dépendances ont été vendues et retirées du site. La Garde côtière a retiré l’objectif original du 4e ordre en 1976, en raison d’une fuite de mercure dans le conteneur à flotteur. La lentille de Fresnel a été remplacée par une optique moderne et cette balise est restée en service jusqu'à la mise hors service du phare en 1995.
En 1999, l’Association des phares de Carrabelle a été créée pour restaurer, préserver et ouvrir le phare au public. Cet objectif a été atteint en 2007 et la lumière a été rallumée le 8 décembre 2007 et sert à nouveau d'aide à la navigation à titre privé. Une réplique de la maison du gardien a été construite en 2008-09 pour servir de centre d'accueil et de musée. Le musée et la tour sont ouverts du mercredi au dimanche après-midi.

## Description
Le phare   est une tour pyramidale à claire-voie avec un pylone cylindrique central de 30,5 m de haut, avec une galerie circulaire et une lanterne. La tour est blanche dans la partie inférieure et rouge dans sa partie supérieure avec la galerie et la lanterne noires.
Il émet, à une hauteur focale de 35 m, deux éclats blancs par période de 15 secondes. Sa portée est de 17 milles nautiques (environ 32 km).
Identifiant : ARLHS : USA-205 ; USCG : 4-0050 ; Admiralty : J3314 .

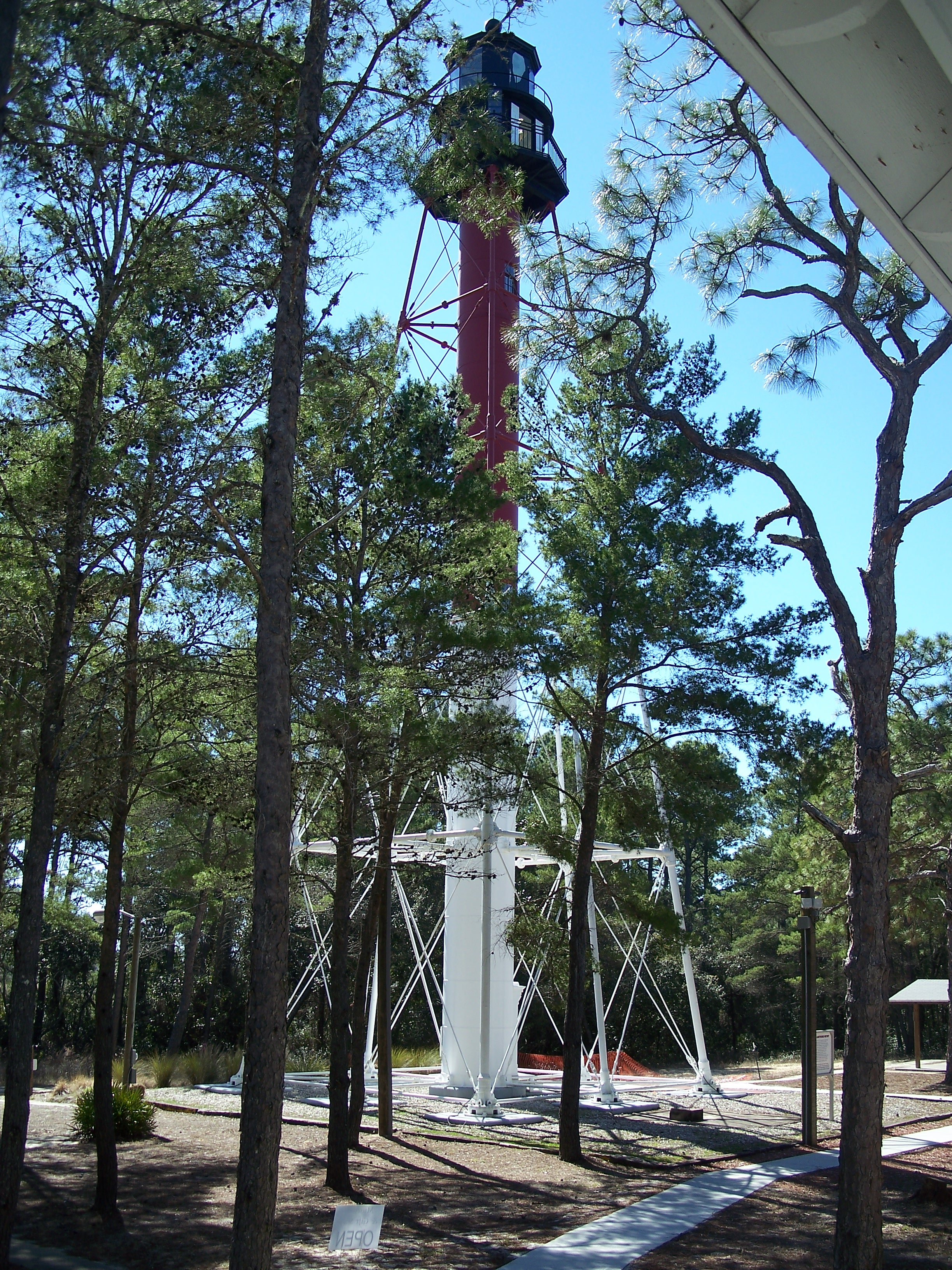
Le phare
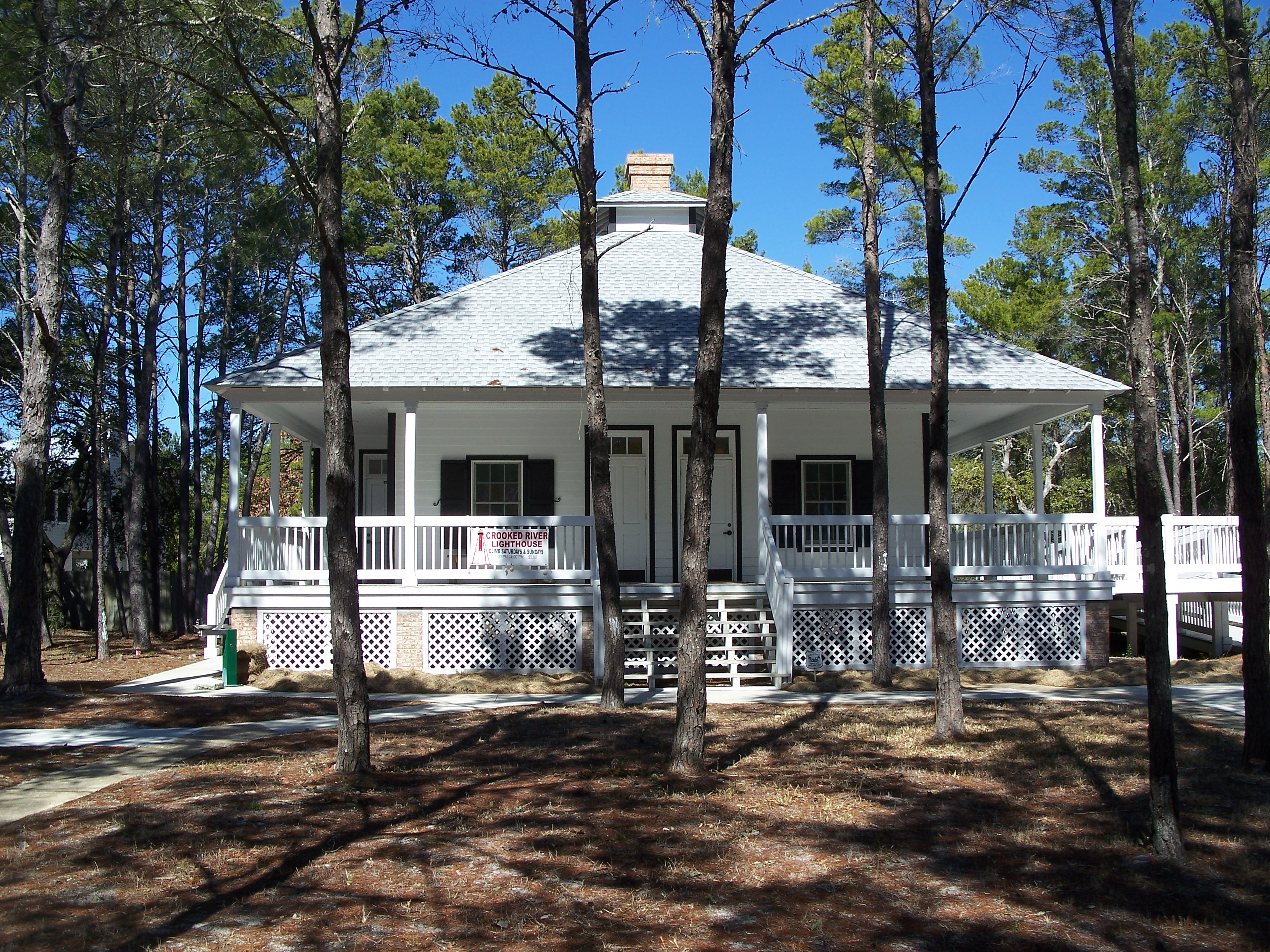
Maison de gardien
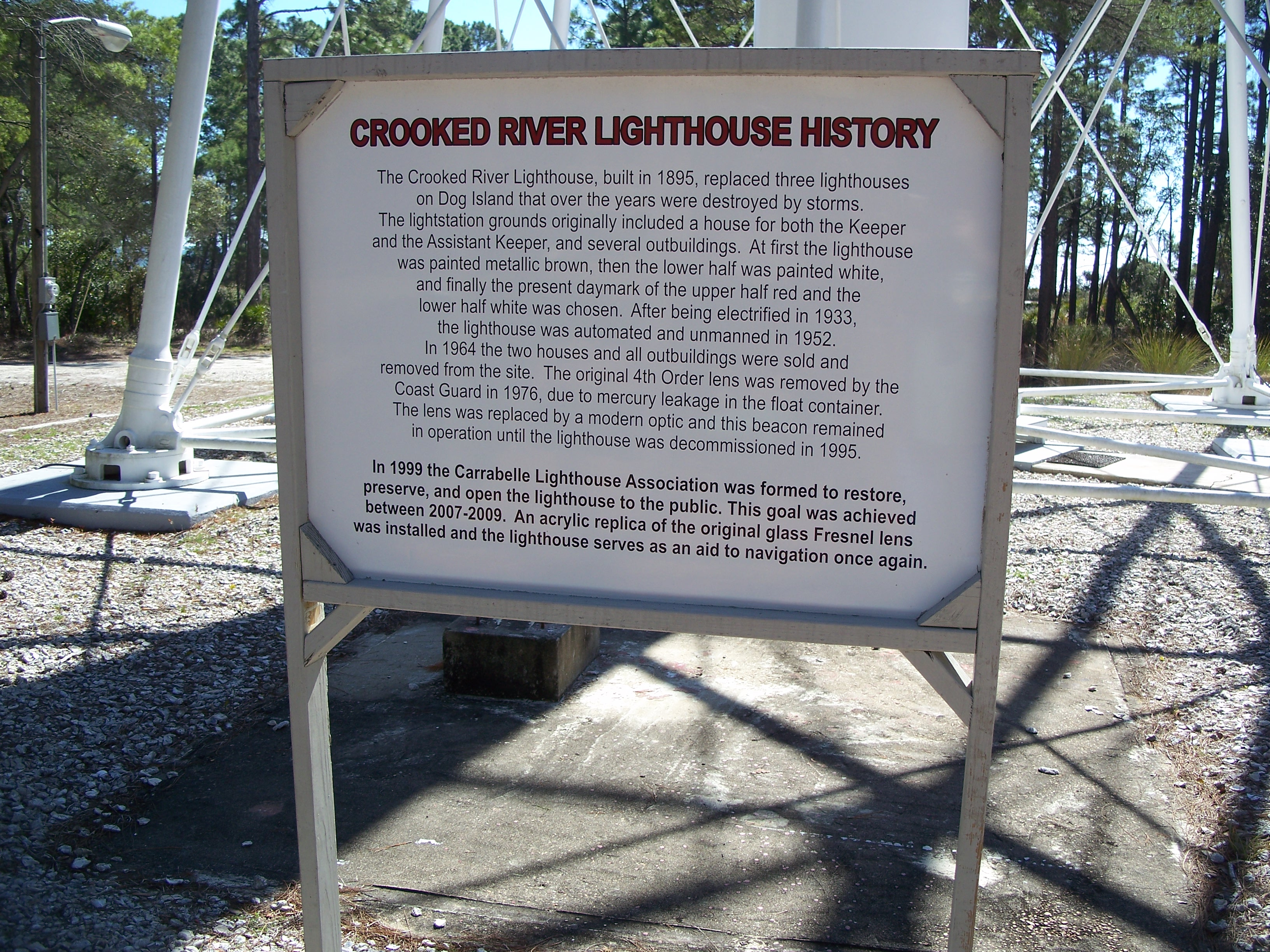
Panneau d'information

### Lien connexe
- Liste des phares en Floride